# Timo Bracht
Timo Bracht (Waldbrunn, RFA, 22 de julio de 1975) es un deportista alemán que compitió en triatlón.
Ganó una medalla en el Campeonato Europeo de Triatlón de Larga Distancia de 2012. Además, obtuvo cinco medallas en el Campeonato Europeo de Ironman entre los años 2006 y 2010.

## Palmarés internacional
| Campeonato Europeo | Campeonato Europeo | Campeonato Europeo | Campeonato Europeo |
| Año                | Lugar              | Medalla            | Prueba             |
| ------------------ | ------------------ | ------------------ | ------------------ |
| 2012               | Roth (Alemania)    | Medalla de oro     | Individual         |

| Campeonato Europeo | Campeonato Europeo   | Campeonato Europeo | Campeonato Europeo |
| Año                | Lugar                | Medalla            | Prueba             |
| ------------------ | -------------------- | ------------------ | ------------------ |
| 2006               | Fráncfort (Alemania) | Medalla de plata   | Individual         |
| 2007               | Fráncfort (Alemania) | Medalla de oro     | Individual         |
| 2008               | Fráncfort (Alemania) | Medalla de bronce  | Individual         |
| 2009               | Fráncfort (Alemania) | Medalla de oro     | Individual         |
| 2010               | Fráncfort (Alemania) | Medalla de plata   | Individual         |